# Фудбалски савез Гватемале
Фудбалски савез Гватемале (шп. Federación Nacional de Fútbol de Guatemala(FNFG)) је највиша фудбалска организација на територији средњоамеричке државе Гватемале која руководи фудбалским спортом у земљи, као и њеном фудбалском репрезентацијом.
Најстарији фудбалски клуб је Универзидад де Сан Карлос основан 1919.
Фудбалски савез је основан 1919. године. Гватемала је 1946. примљена у ФИФА а у КОНКАКАФ (Северно-средњоамеричка и карипска фудбалска конфедерација) 1961.
Прволигашка такмичења одржавају се од 1919.. Најуспешнији клубови су Комуникасионес, Мунисипал и Аурора сви из главног града Гватемала. Национални куп се игра од 1985, а најуспешнији је Мунисипал.
Прву међународну утакмицу репрезентација је одиграла је у Гватемали 14. новембра 1921. против репрезентације Хондураса и победила 10:1.
Репрезентација је била победник Првенства КОНКАКАФ 1967.